# Enquêtes fédérales auprès de la jeunesse
 (décembre 2010).
Si vous disposez d'ouvrages ou d'articles de référence ou si vous connaissez des sites web de qualité traitant du thème abordé ici, merci de compléter l'article en donnant les références utiles à sa vérifiabilité et en les liant à la section « Notes et références ».
 (avril 2015).
Les enquêtes fédérales auprès de la jeunesse ch-x sont une institution du Département de la défense, de la protection de la population et des sports (DDPS). Les ch-x interrogent sur un thème défini tous les Suisses astreints au service militaire (env. 30 000 personnes) ainsi que 2000 femmes Suisses âgées de 19 ans, de nationalité suisse ou des adolescents âgés de 19 ans. 
Ce monitoring de la jeunesse fut mis en œuvre en Suisse pour la première fois il y a plus de 150 ans ; il gagne en importance de façon croissante dans les pays européens (par exemple en Allemagne : Shell, étude sur la jeunesse). Ce monitoring de la jeunesse est comparable à l’étude Pisa qui elle, intentionnellement, a lieu au niveau national et se limite à un thème défini.

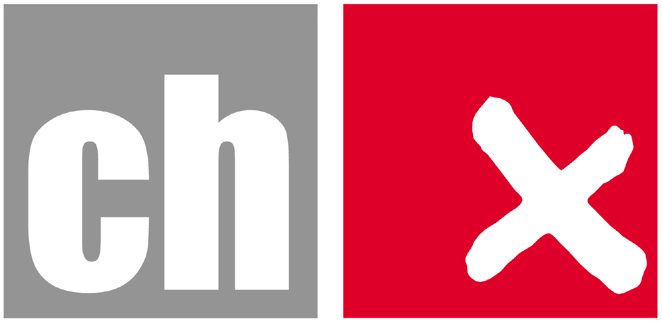
Logo des Enquêtes fédérales auprès de la jeunesse, ch-x

## Histoire
Les enquêtes fédérales auprès de la jeunesse ch-x tirent leur origine des examens pédagogiques de recrues (EPR). Ceux-ci ont été créés après 1850 comme un projet de la Confédération (qui s’appuyait sur l’article 27 de la Constitution fédérale en vigueur jusqu’en 1999). Ils servaient à la surveillance de l’efficacité des systèmes scolaires cantonaux et du niveau de formation des jeunes adultes.

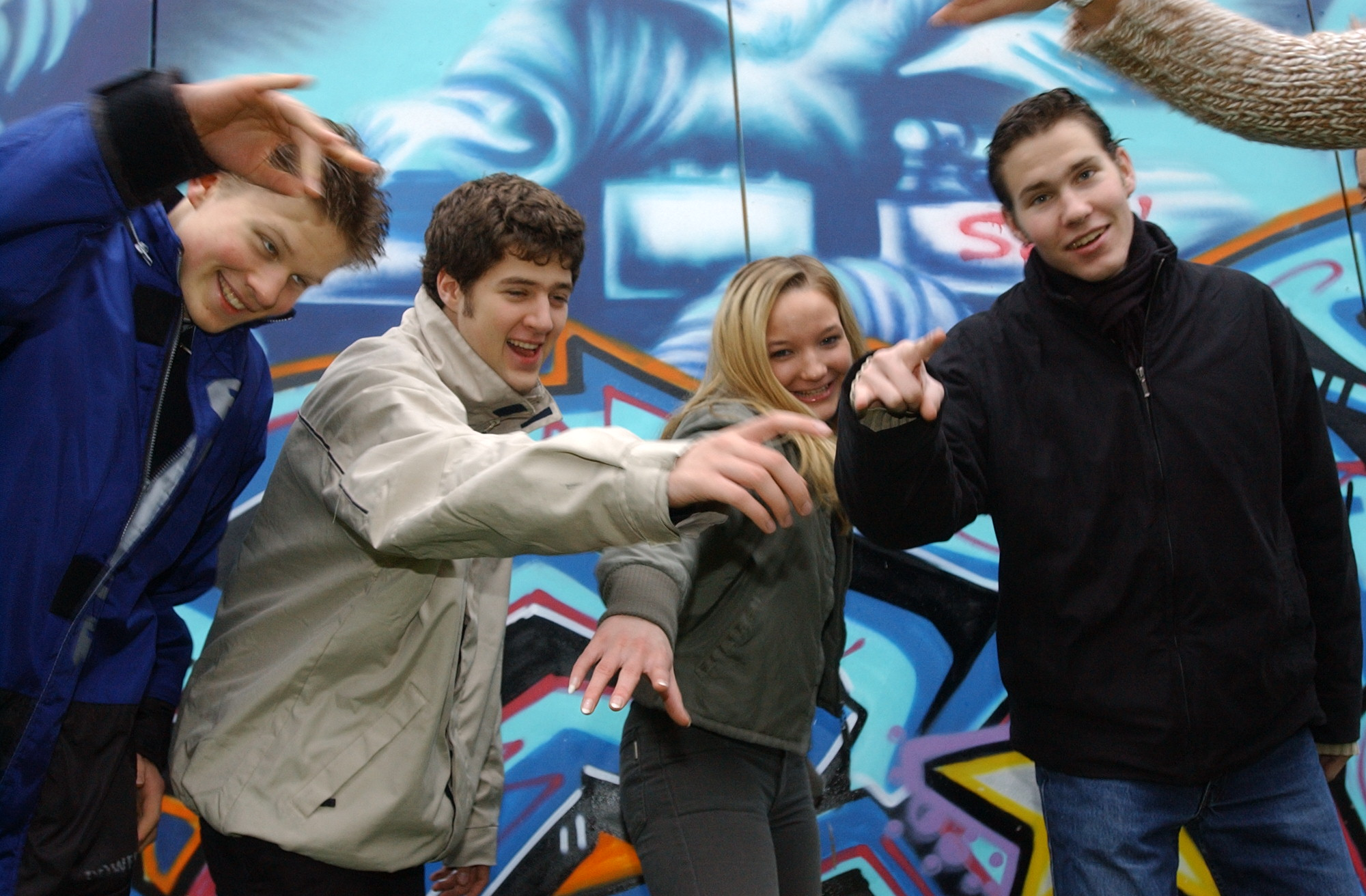
Enquêtes fédérales auprès de la jeunesse, ch-x

Depuis les années 1970, ils servent en plus aux recherches sur la formation. Ils font partie des recherches générales sur la jeunesse, en particulier dans le domaine civique et dans les domaines de la santé et du sport. Ils sont une institution unique dans le monde entier. Les enquêtes - conçues dans les années 1960, comme examens individuels, puis comme enquêtes auprès de la jeunesse, focalisées sur un thème – avaient lieu auparavant dans les écoles de recrues. Elles ne touchaient par conséquent que les hommes aptes au service militaire, mais en revanche pas les hommes inaptes et ceux qui refusaient de servir. Depuis 2003, elles ont lieu lors du recrutement dans les centres de recrutement (CEREC). On peut ainsi questionner la totalité des conscrits de la Suisse. La saisie des données des hommes astreints au service militaire, ce qui veut dire un grand nombre de personnes questionnées, remplit les conditions requises pour une ventilation crédible des résultats selon les régions linguistiques, les cantons et les régions dans une Suisse fédéraliste quant à la langue, à la culture et à la formation. Ainsi se manifeste la signification politique des enquêtes. Elle donne en même temps la justification de notre rattachement au département de la défense, de la protection de la population et des sports (DDPS). En plus des conscrits dans les centres de recrutement, nous interrogeons avec  le même questionnaire depuis l’année 2000 sur l’ensemble de la Suisse, environ 2000 femmes. De ce fait, les enquêtes sont aujourd’hui représentatives des jeunes adultes de  la Suisse de 19, respectivement 20 ans. La transition  vers la représentativité de la jeunesse et les enquêtes dans les CEREC au lieu des écoles de recrues a eu lieu en 2004 en même temps que le changement de nom « d’examens pédagogiques de recrues » en « enquêtes fédérales auprès de la jeunesse, ch-x ».

## Organisation
La responsabilité pour les ch-x est en mains du département de la défense, de la protection de la population et des sports (DDPS). Une commission désignée par la direction du DDPS contrôle le programme des enquêtes et surveille les travaux en cours. Elle garantit l’indépendance politique en ce qui concerne les enquêtes et la recherche. La plupart du temps, ce sont environ 200 personnes, proche de l’enseignement, qui, dans l’ensemble de la Suisse, font passer les enquêtes ; elles reçoivent en contrepartie une indemnité relativement modeste. Le management se compose d’une direction à 7 personnes (directeur, directeur scientifique, adjoint au directeur scientifique, rédacteur, adjoints des trois régions linguistiques). Un conseil scientifique (huit scientifiques suisses renommés, hommes et femmes) donne la garantie de la qualité des études, tant au niveau méthodologique que scientifique.
Toutes les collaboratrices et tous les collaborateurs des ch-x travaillent en plus de leur activité professionnelle.

## Buts

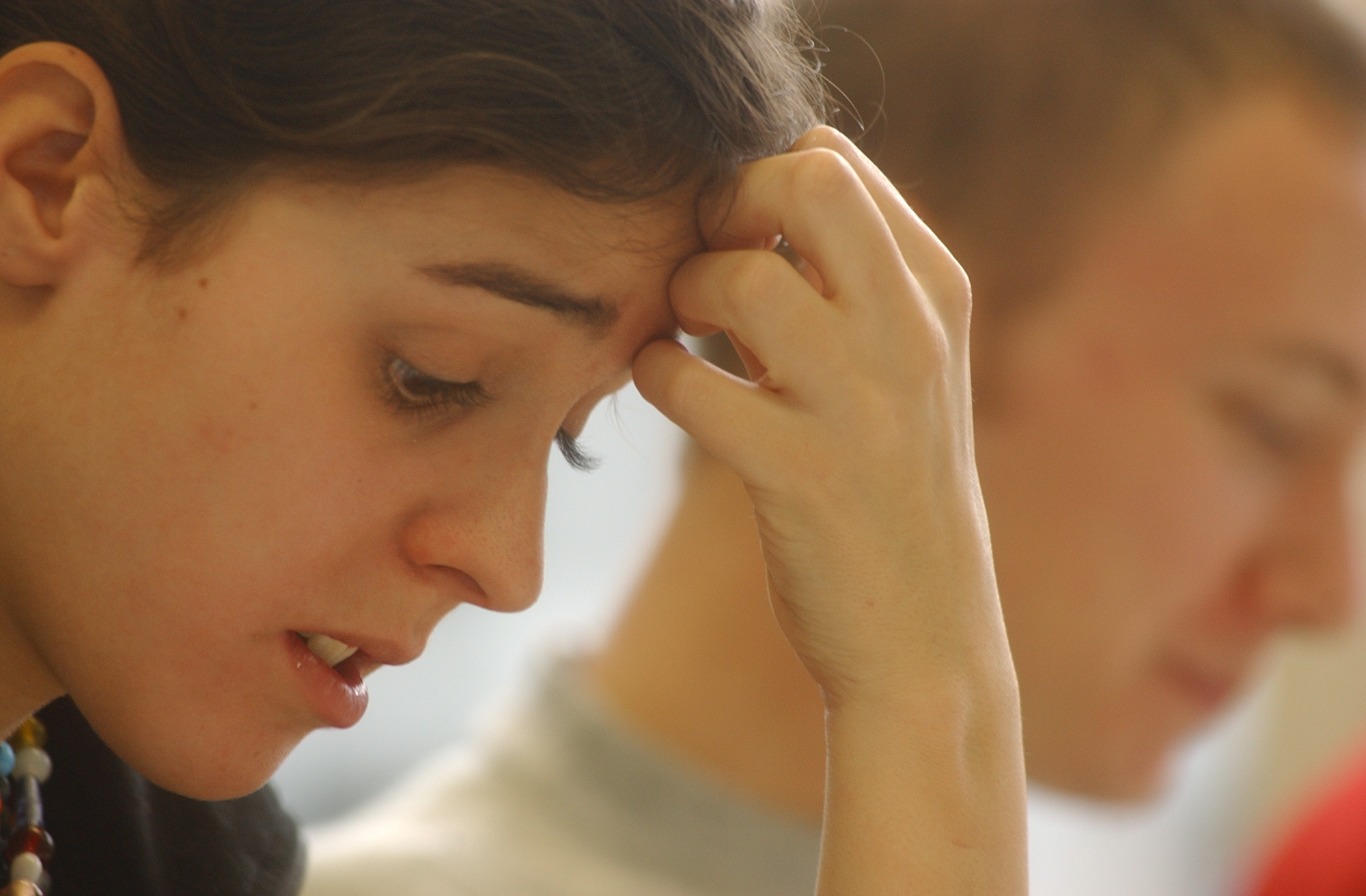
Enquêtes fédérales auprès de la jeunesse, ch-x

Dès leur origine, les ch-x ont eu pour objectif prioritaire de contribuer à la garantie de la qualité des établissements de formation (« PISA  de la Suisse » !). ch-x a de très grands succès à faire valoir (par exemple, création d’Instituts de formation continue et d’écoles professionnelles), à la suite des examens pédagogiques de recrues au XIXe/XXe siècle ; se référer à l’ouvrage de Werner Lustenberger, « Les examens pédagogiques de recrues – Une contribution à l’histoire de l’école en Suisse », 1996, éditions Ruegger, Coire-Zurich. Depuis le passage des examens de connaissances individuelles aux questionnaires anonymes à la fin des années 1960, grâce à des enquêtes répétées de façon cyclique, d’importantes tendances de politique sociale ont été identifiées dans les domaines suivants :
1. État de la formation et de l’instruction des jeunes adultes à un âge charnière
2. Les valeurs, les attitudes et les compétences citoyennes
3. Comportements vis-à-vis de la santé et du sport.

L’élargissement de l’ancien Département militaire fédéral (DMF) au DDPS (Département de la défense, de la protection de la population et des sports) a donné l’occasion d’élargir la recherche dans le domaine de la santé et du sport.
Des projets d’enquêtes selon les directives des ch-x  dans trois domaines sont mis en adjudication publiquement tous les deux ans. Le conseil scientifique choisit parmi les candidatures qui arrivent la plupart du temps des instituts des hautes écoles suisses. Ceux-ci assument sous leur propre responsabilité le développement du concept de l’enquête et le dépouillement des données. Les ch-x coordonnent le projet d’enquête, font les enquêtes dans le terrain et recueillent les données ; ils favorisent ainsi la diffusion de connaissances au moyen d’une série de publications propres aux ch-x.

## Utilité

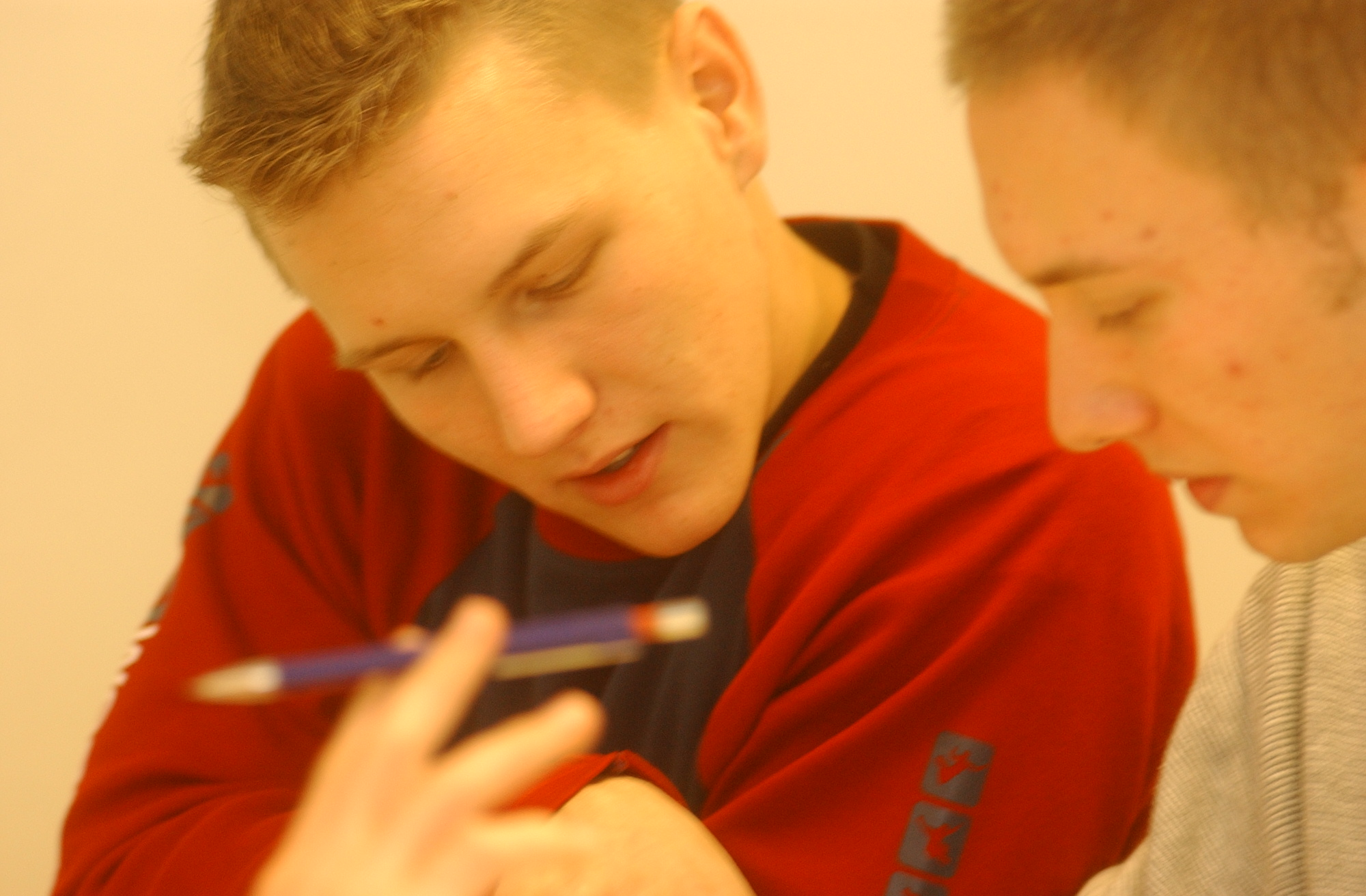
Enquêtes fédérales auprès de la jeunesse, ch-x

Les résultats des enquêtes sont publiés dans la série des études scientifiques des ch-x (Editions Ruegger, Coire-Zurich) de même que dans le rapport d’activités qui paraît tous les 2 ans.
Les rapports d’activités visent en particulier les services de la formation des cantons (CDIP, directions, écoles) et sont envoyés aux instituts de formation (science et recherche). De façon avérée, les analyses sur la formation politique et pédagogique ont influencé très récemment la modernisation de la méthodologie de l’enseignement de l’instruction civique et de l’économie. Les enquêtes sur la qualité de vie personnelle ne restent pas sans conséquence sur l’aménagement du territoire ; les analyses sur la santé des jeunes adultes à mettre  effectivement sur pied des campagnes de prévention. Sans la large base de données, que seuls les ch-x rendent possible en raison du grand nombre de personnes interrogées, de telles études seraient à peine réalisables.
Avec le lancement du projet 2010, des questions semblables sur la formation, la santé, le sport ainsi que l’engagement citoyen doive à l’avenir être répétées avec le même questionnaire tous les deux ans (projet commun des universités de Genève, Berne, Bâle et de la Haute école pédagogique de Zoug). De ce fait, les tendances et les développements doivent être rendus mieux visibles que jusqu’alors. Le monitoring de longue durée doit donner des informations sur les changements sociaux et démontrer aux autorités suffisamment tôt où le bât blesse chez les jeunes citoyennes et citoyens.

## Appartenance au département de la défense de la protection de la population et des sports
Les ch-x étaient constamment rattachées au Département militaire fédéral parce qu’elles s’appuyaient pour les enquêtes sur plus de 90 % des jeunes conscrits de sexe masculin. Le rattachement à l’armée est une condition indispensable pour l’organisation coordonnée des enquêtes. Les tentatives de changer de département ont été examinées  pour la dernière fois en 2004 et abandonnées définitivement. Le DDPS est en fin de compte le département de la Confédération pour la jeunesse, un fait qui est souligné avec le maintien d’un monitoring de la jeunesse propre aux ch-x.
Les ch-x sont soumis à la « Loi sur les enquêtes statistiques de la Confédération » ; un représentant de l’Office fédéral de la statistique (OFS), choisi par le Conseil fédéral a un siège dans la commission ch-x et dans le conseil scientifique. L’OFS a par conséquent un contrôle indirect sur la qualité et la méthode des enquêtes. En même temps, ceci garantit que les ch-x ne font pas les mêmes enquêtes que Office fédéral de la statistique l'OFS. Les ch-x ne sont pas non plus concurrentes des enquêtes PISA ;  mais elles sont complémentaires dans les domaines qui sont spécifiques au système de formation de la Suisse et par conséquent qui ne peuvent être couverts par les enquêtes internationales. Les ch-x couvrent les intérêts nationaux et non internationaux. L’institution ch-x est utile de façon active aux sciences sociales et à la pédagogie dans notre pays. Ainsi, Helmut Fend, pédagogue et jeune chercheur aux universités de Constance et de Zurich, a constaté dans un document sur la recherche sur les jeunes en Suisse, que, s’il n’y avait pas les enquêtes pédagogiques auprès des recrues, respectivement les ch-x uniques en leur genre par leur conception, on devrait les créer. Dans la plupart des états européens, des systèmes de monitoring de la jeunesse sont mis sur pied (par exemple en Allemagne, Shell – Jugendstudie) parce que les données actuelles de politique sociale sur la jeunesse à un âge charnière sont d’une importance croissante.

## Littérature
- Eine Trendstudie zu den Lebens-, Bildungs-, Arbeits- und Politikorientierungen junger Erwachsener in der Schweiz, von  Luca Bertossa,; Karl W. Haltiner; Ruth Meier Schweizer, Eidgenössische Jugendbefragungen, Wissenschaftliche Reihe Bd.19 372 S. m. Abb. u. Tab. 24 cm
- 2008 Rüegger,  (ISBN 978-3-7253-0909-2)